# Copa do Brasil
Copa do Brasil – puchar Brazylii w piłce nożnej rozgrywany z udziałem 64 klubów z 26 stanów i Dystryktu Federalnego. W latach 2001–2012 w pucharze, z powodu zbyt napiętego terminarza, nie mogły brać udziału kluby występujące w tym samym roku w Copa Libertadores. Dzięki temu większe szanse na ostateczny sukces miały mniejsze kluby.
Obecnie zwycięzca Pucharu automatycznie zdobywa awans do Copa Libertadores.

## Format
Turniej rozgrywany jest systemem pucharowym („przegrywający odpada”) mecz i rewanż. W pierwszych dwóch rundach obowiązuje zasada, że jeśli zespół gości wygra różnicą dwóch lub więcej bramek, to automatycznie awansuje do następnej rundy bez konieczności rozgrywania rewanżu. Copa do Brasil jako pierwszy turniej w Ameryce Południowej zastosował znaną w Europie zasadę bramek zdobytych na wyjeździe (którą to zasadę w Copa Libertadores użyto po raz pierwszy w 2005 roku). Copa do Brasil stanowi wyjątkową okazję dla klubów ze słabszych piłkarsko stanów, by zmierzyć się z wielkimi klubami Brazylii. Zwycięzca Copa do Brasil automatycznie uzyskuje prawo gry w następnym roku w Copa Libertadores.

## Historia
Stosowany system pucharowy stwarzał okazje do licznych dramatycznych meczów i sensacyjnych rozstrzygnięć.

### 1991: Criciúma pokonuje Grêmio
Criciúma EC (wówczas mało znany klub z małego, choć dobrze rozwijającego się stanu Santa Catarina) zadebiutowała w turnieju rok wcześniej, kiedy to dotarła do półfinału (trenerem klubu był nieznany jeszcze wtedy Luiz Felipe Scolari). Tym razem dotarła aż do finału, gdzie jednak nikt nie ośmielił się pomysleć, że jest w stanie nawiązać walkę z potężnym Grêmio z Porto Alegre. Pomimo faktu, że Grêmio z powodu odejścia wielu wybitnych graczy nie miał już tak znakomitej drużyny, jak wcześniej, jednak mimo to zwycięstwo klubu Criciúma było dla wielu zaskoczeniem.

### 1994: Ceará blisko szczytu
Ceará jest jednym z najbiedniejszych stanów Brazylii i dlatego nigdy żaden klub z tego stanu nie zdobył mistrzostwa Brazylii (a naweŧ żaden nie zbliżył się do takiego wyczynu). Jednak w roku 1994 klub z Fortalezy noszący identyczną nazwę jak nazwa stanu, był bliski wielkiego sukcesu. W drodze do finału w pobitym polu zostały SE Palmeiras ze stanu São Paulo, a w półfinale inna rewelacja tego roku – reprezentujący stan Espírito Santo klub Linhares. W finale jednak po remisie 0:0 Ceará przegrała z Grêmio na wyjeździe 0:1.

### 1996: Upadek Palmeiras
W roku 1996 pierwszy mecz między Cruzeiro EC a SE Palmeiras rozegrany w Belo Horizonte zakończył się remisem 1:1. Palmeiras uważany był w tym czasie za najlepszą drużynę Brazylii, w której grali tacy piłkarze jak Cafu, Cléber, Júnior, Djalminha, Luizão i Rivaldo. Pieczę nad drużyną Palmeiras sprawował ceniony szkoleniowiec Vanderlei Luxemburgo. Do zdobycia pucharu zielono-białym wystarczało nawet nikłe zwycięstwo, które powszechnie uważano za pewne. Już po pięciu minutach gry po znakomitym pokazie gry, jaki dał Djalminha, Luizão zdobył bramkę dla gospodarzy. Kibice Palmeiras, pewni zwycięstwa, czekali jedynie na dalsze gole dla swej drużyny. Jednak ku ich zaskoczeniu jeszcze w pierwszej połowie po błędzie Amarala piłkę przejął Roberto Gaucho i wyrównał stan meczu. Palmeiras rzucił się do ataku, by zdobyć drugą bramkę i odzyskać prowadzenie. Jednak w drużynie Cruzeiro znakomicie spisywał się Dida, który nie pozwolił piłce wpaść do bramki gości. Po 83 minutach gry dośrodkowanie wykonał Palhinha i bramkarz Palmeiras Velloso wypuścił piłkę tak nieszczęśliwie, że ta dostała się pod nogi Marcelo Ramosa, który wepchnął ją do bramki. Cruzeiro objęło sensacyjne prowadzenie, które utrzymał do końca meczu, sięgając drugi raz w swej historii po Puchar Brazylii. W Belo Horizonte witało zwycięzców 100 000 kibiców.

### 1999: Juventude pokonuje Botafogo
Począwszy od roku 1994 Botafogo posiadało jeden z najmocniejszych składów od czasu odejścia Garrinchy. W budowę tego silnego zespołu poszły miliony dostarczone przez zamożnego sponsora (firma Parmalat), dobrze wykorzystane przez zarządców klubu. Mecz finałowy z rewelacją turnieju, mało znanym klubem EC Juventude, miał być dla klubu tylko formalnością. Jednak na słynnym stadionie Maracanã w obecności 100 000 widzów Botafogo przegrał 1:2 doprowadzając swych kibiców do rozpaczy. Wynik meczu całkowicie zaskoczył kanał telewizyjny, który transmitowal mecz. Zgodnie ze zwyczajem po zakończonym meczu telewizja w Brazylii pokazuje herb zwycięskiego klubu. Tym razem nie tylko nie przygotowano herbu klubu Juventude, ale do tego nie odegrano klubowego hymnu zwycięzców, gdyż nie było nikogo, kto spodziewałby się takiego rozstrzygnięcia. Jedynie garstka kibiców Juventude zgotowała swej drużynie skromny pokaz ogni sztucznych.

### 2000: Cruzeiro po raz trzeci
W finale Pucharu Brazylii w 2000 roku spotkały się dwa wielkie i utytułowane kluby – Cruzeiro EC i São Paulo. Po pierwszym bezbramkowym meczu doszło no rewanżu na wypełnionym po brzegi stadionie Estádio Mineirão. Prowadzienie zdobyła drużyna gości, jednak Cruzeiro wyrównał w 80 minucie dzięki bramce Fábio Júniora. W ostatnich minutach dogrywki zwycięskiego gola dla Cruzeiro zdobył Geovanni. Cruzeiro został drugim klubem (po Grêmio) który trzykrotnie wygrał Copa do Brasil.

### 2001: Grêmio po raz czwarty
Historia lubi się powtarzać i w 2001 roku w Copa do Brasil rok po sukcesie Cruzeiro EC znów wygrało Grêmio. Tak samo było w roku 1994 i 1997 – zaraz po tym, jak Puchar Brazylii wygrał Cruzeiro, rok później triumfował Grêmio. Sukces w roku 2001 był tym cenniejszy, że nie przyszedł łatwo. Najpierw trzeba było pokonać najbardziej popularny klub w stanie Pernambuco Santa Cruz. Następnym przeciwnikiem był klub Fluminense de Feira Futebol Clube, który dzierżył rekord liczby mistrzostw stanu Rio de Janeiro. W półfinale trzeba było pokonać dwukrotnego klubowego mistrza świata São Paulo. W finale był kolejny arcytrudny rywal – zdobywca Copa do Brasil z 1995 roku, mistrz Brazylii z 1998 i 1999 roku – Corinthians Paulista. Pierwszy mecz w Porto Alegre, pomimo prowadzenia 2:0 Grêmio zremisował 2:2. Na wielkim stadionie Morumbi w São Paulo Corinthians Paulista, któremu do sukcesu wystarczał bezbramkowy remis, był zdecydowanym faworytem. Jednak Grêmio zademonstrował znakomitą dyspozycję i pokonał gospodarzy pewnie 3:1. Było to już czwarte zwycięstwo klubu w Copa do Brasil.

### 2002: Aligator w finale
Klub Brasiliense ze stołecznej Brasilii, który nic nie znaczył w brazylijskim futbolu powtórzył sensacyjny wyczyn klubu Ceará sprzed 7 lat i po pokonaniu dwóch gigantów (Fluminense de Feira Futebol Clube i Atlético Mineiro) dotarł do finału Pucharu Brazylii. Tutaj nie dał jednak rady potężnemu klubowi Corinthians Paulista.

### 2003: Bezdyskusyjne zwycięstwo
W roku 2003 w imponującym stylu wygrał klub, który wkrótce miał zdobyć potrójną koronę. Drużyna Cruzeiro EC, którą kierował Vanderlei Luxemburgo, bez porażki dotarła do finału, gdzie zmierzyła się ze słynnym CR Flamengo. W Rio de Janeiro dzięki bramce Alexa Cruzeiro zremisowało 1:1. W Belo Horizonte Cruzeiro prowadziło 3:0 już po 30 minutach gry. Bramki zdobyli Deivid, Aristizábal i Luisão. Później drużyna ograniczyła się już tylko do kontrolowania meczu, tracąc jedną bramkę i wygrywając ostatecznie 3:1. Cruzeiro zdobyło Copa do Brasil już czwarty raz.

### 2004: Niezapomniany mecz Flamengo
Rok 2004 nigdy nie zostanie zapomniany przez kibiców klubu CR Flamengo, lecz nie dzięki świetnemu zwycięstwu, ale dzięki porażce z mało znaczącym klubem ze stanu São Paulo – EC Santo André. Niewielki klub po wyjazdowym remisie u siebie zdecydowanie pokonał gigantów z Rio de Janeiro. Nie była to pierwsza niespodzianka zgotowana przez drużynę z miasta Santo André, gdyż wcześniej wyeliminowali oni słynny SE Palmeiras.

### 2005: Kolejna rewelacja ze stanu São Paulo
Drugi raz z rzędu mało znany dotąd klub ze stanu São Paulo (tym razem Paulista) pokonał w finale Pucharu Brazylii potężny klub z Rio de Janeiro (tym razem był to Fluminense FC). W odróżnieniu jednak od klubu EC Santo André Paulista miał znacznie trudniejszą drogę do finału, gdyż pokonać musiał takie kluby pierwszoligowe jak SC Internacional, Figueirense czy Cruzeiro EC.

### 2006: Powrót Flamengo
Pierwszy raz w dziejach Pucharu Brazylii w finale imprezy zagrały kluby z tego samego stanu. Flamengo pokonał swego wielkiego derbowego rywala CR Vasco da Gama i drugi raz w swej historii zdobył Copa do Brasil. Dzięki temu zwycięstwu Flamengo mógł wystąpić w Copa Libertadores pierwszy raz od 2002 roku.

### 2007: Do trzech razy sztuka
Fluminense dwukrotnie docierał do finału Pucharu Brazylii i dwukrotnie przegrywał. Tym razem był to już trzeci występ tego klubu na samym szczycie Copa do Brasil. Przeciwnikiem był klub Figueirense, a więc rywal nie z najwyższej półki brazylijskiego futbolu. Fluminense, choć z trudem (1:0 i 1:1), ale podołał roli faworyta i za trzecim podejściem zdobył Puchar Brazylii. Figueirense, które koniecznie chciało dorównać swojemu rywalowi ze stanu Santa Catarina, klubowi Criciúma (zdobywcy Copa do Brasil z 1991 roku), musiał pogodzić się z przegraną.

## Lista mistrzów
| 1989 Szczegóły | Grêmio               | 0 – 0 2 – 1          | Sport                | Flamengo             | Goiás               |
| 1990 Szczegóły | Flamengo             | 1 – 0 0 – 0          | Goiás                | Criciúma             | Náutico             |
| 1991 Szczegóły | Criciúma             | 1 – 1 0 – 0          | Grêmio               | Coritiba             | Remo                |
| 1992 Szczegóły | Internacional        | 1 – 2 1 – 0          | Fluminense           | Palmeiras            | Sport               |
| 1993 Szczegóły | Cruzeiro             | 0 – 0 2 – 1          | Grêmio               | Flamengo             | Vasco da Gama       |
| 1994 Szczegóły | Grêmio               | 0 – 0 1 – 0          | Ceará                | Linhares             | Vasco da Gama       |
| 1995 Szczegóły | Corinthians Paulista | 2 – 1 1 – 0          | Grêmio               | Flamengo             | Vasco da Gama       |
| 1996 Szczegóły | Cruzeiro             | 1 – 1 2 – 1          | Palmeiras            | Flamengo             | Grêmio              |
| 1997 Szczegóły | Grêmio               | 0 – 0 2 – 2          | Flamengo             | Corinthians Paulista | Palmeiras           |
| 1998 Szczegóły | Palmeiras            | 0 – 1 2 – 0          | Cruzeiro             | Santos               | Vasco da Gama       |
| 1999 Szczegóły | Juventude            | 2 – 1 0 – 0          | Botafogo             | Internacional        | Palmeiras           |
| 2000 Szczegóły | Cruzeiro             | 0 – 0 2 – 1          | São Paulo            | Atlético Mineiro     | Santos              |
| 2001 Szczegóły | Grêmio               | 2 – 2 3 – 1          | Corinthians Paulista | Coritiba             | Ponte Preta         |
| 2002 Szczegóły | Corinthians Paulista | 2 – 1 1 – 1          | Brasiliense          | Atlético Mineiro     | São Paulo           |
| 2003 Szczegóły | Cruzeiro             | 1 – 1 3 – 1          | Flamengo             | Goiás                | Sport               |
| 2004 Szczegóły | Santo André          | 2 – 2 2 – 0          | Flamengo             | 15 de Novembro       | Vitória             |
| 2005 Szczegóły | Paulista             | 2 – 0 0 – 0          | Fluminense           | Ceará                | Cruzeiro            |
| 2006 Szczegóły | Flamengo             | 2 – 0 1 – 0          | Vasco da Gama        | Ipatinga             | Fluminense          |
| 2007 Szczegóły | Fluminense           | 1 – 1 1 – 0          | Figueirense          | Brasiliense          | Botafogo            |
| 2008 Szczegóły | Sport                | 1 – 3 2 – 0          | Corinthians Paulista | Vasco da Gama        | Botafogo            |
| 2009 Szczegóły | Corinthians Paulista | 2 – 0 2 – 2          | Internacional        | Vasco da Gama        | Coritiba            |
| 2010 Szczegóły | Santos               | 1 – 2 2 – 0          | Vitória              | Grêmio               | Atlético Goianiense |
| 2011 Szczegóły | Vasco da Gama        | 2 – 3 1 – 0          | Coritiba             | Avaí                 | Ceará               |
| 2012 Szczegóły | Palmeiras            | 2 – 0 1 – 1          | Coritiba             | Grêmio               | São Paulo           |
| 2013 Szczegóły | Flamengo             | 1 – 1 2 – 0          | Athletico Paranaense | Goiás                | Grêmio              |
| 2014 Szczegóły | Atlético Mineiro     | 2 – 0 1 – 0          | Cruzeiro             | Santos               | Flamengo            |
| 2015 Szczegóły | Palmeiras            | 0 – 1 2 – 1 4 – 3 k. | Santos               | São Paulo            | Fluminense          |
| 2016 Szczegóły | Grêmio               | 3 – 1 1 – 1          | Atlético Mineiro     | Internacional        | Cruzeiro            |
| 2017 Szczegóły | Cruzeiro             | 1 – 1 0 – 0 5 – 3 k. | Flamengo             | Grêmio               | Botafogo            |
| 2018 Szczegóły | Cruzeiro             | 1 – 0 2 – 1          | Corinthians          | Palmeiras            | Flamengo            |
| 2019 Szczegóły | Athletico Paranaense | 1 – 0 1 – 2          | Internacional        | Grêmio               | Cruzeiro            |
| 2020 Szczegóły | Palmeiras            | 1 – 0 2 – 0          | Grêmio               | São Paulo            | Palmeiras           |
| 2021 Szczegóły | Atlético Mineiro     | 4 – 0 2 – 1          | Athletico Paranaense | Fortaleza            | Flamengo            |

### Kluby według tytułów
| Klub                 | Stan              | Tytuły    |
| -------------------- | ----------------- | --------- |
| Cruzeiro             | Minas Gerais      | 6 tytułów |
| Grêmio               | Rio Grande do Sul | 5 tytułów |
| Palmeiras            | São Paulo         | 4 tytuły  |
| Corinthians Paulista | São Paulo         | 3 tytuły  |
| Flamengo             | Rio de Janeiro    | 3 tytuły  |
| Atlético Mineiro     | Minas Gerais      | 2 tytuły  |
| Criciúma             | Santa Catarina    | 1 tytuł   |
| Internacional        | Rio Grande do Sul | 1 tytuł   |
| Juventude            | Rio Grande do Sul | 1 tytuł   |
| Santos               | São Paulo         | 1 tytuł   |
| Paulista             | São Paulo         | 1 tytuł   |
| Santo André          | São Paulo         | 1 tytuł   |
| Vasco da Gama        | Rio de Janeiro    | 1 tytuł   |
| Fluminense           | Rio de Janeiro    | 1 tytuł   |
| Sport                | Pernambuco        | 1 tytuł   |
| Athletico Paranaense | Parana            | 1 tytuł   |

### Stany według tytułów
| Stan              | Tytuły     |
| ----------------- | ---------- |
| São Paulo         | 10 tytułów |
| Minas Gerais      | 8 tytułów  |
| Rio Grande do Sul | 7 tytułów  |
| Rio de Janeiro    | 5 tytułów  |
| Santa Catarina    | 1 tytuł    |
| Pernambuco        | 1 tytuł    |
| Parana            | 1 tytuł    |